# New Heroes Den Bosch in het seizoen 2018-19
Het seizoen 2018-19 van New Heroes Den Bosch was het 67e seizoen van de Eredivisiebasketbal-club uit 's-Hertogenbosch, die oorspronkelijk EBBC heette. Het was het derde jaar onder de naam New Heroes. Dit jaar nam New Heroes Den Bosch voor het eerst onder deze naam deel aan een europese competitie. Technisch Directeur Jos Frederiks werkte mee aan het samenstellen van het team, maar trad op 23 augustus af. Op 27 augustus, 4 dagen het vertrek van Frederiks, kondigde de club dat de wegen  van coach Poropat en de club gingen scheiden..
Als vervanger van de vertrokken Poropat werd een andere Kroatische coach aangesteld, voormalig Donar Groningen coach Ivica Skelin kreeg vanaf 3 september de touwtjes in handen en tekende een contract voor één seizoen.

## Team
Laatste update: 30 juni 2017.

### Diepte van de Bank
| Pos. | Startende 5       | Bank 1             | Bank 2            |  |  |
| ---- | ----------------- | ------------------ | ----------------- |  |  |
| C    | Roel Aarts        | Nick Oudendag      |                   |  |  |
| PF   | Jonathon Williams | Stefan Wessels     | Norbert Thelissen |  |  |
| SF   | Payton Henson     | Stan van den Elzen |                   |  |  |
| SG   | Keshun Sherrill   | Jessey Voorn       |                   |  |  |
| PG   | Vernon Taylor     | Maarten Bouwknecht |                   |  |  |

### Transfers
| Speler            | Vertrokken naar     |
| ----------------- | ------------------- |
| Kevin Bleeker     | Landstede Basketbal |
| Kees Akerboom jr. | Gestopt             |
| Norville Carey    | Poitiers Basket 86  |
| Mike Miklusak     | Gries Oberhoffen    |
| Anthony Marshall  |                     |
| Pim de Vries      | Dutch Windmills     |

| Speler            | Komt van                    |
| ----------------- | --------------------------- |
| Norbert Thelissen | New Heroes Academy          |
| Devon van Oostrum | MZT Skopje                  |
| Roel Aarts        | Basketball Academie Limburg |
| Jessey Voorn      | Zorg en Zekerheid Leiden    |
| Jonathon Williams | Hamburg Towers              |
| Payton Henson     | Vermont Catamounts          |
| Steven Cook       | BC Tartu Ulikool            |

## Voorbereiding
| 8 September 2017 19:00 | Red Giants Basketball Meppel | 48–129 | New Heroes Basketball | Meppel |  |
| 8 September 2017 19:00 |                              |        |                       |        |  |
| 8 September 2017 19:00 | {{{series}}}                 |        |                       |        |  |
|                        |                              |        |                       |        |  |

| 9 September 2017 16:00 | Landstede Basketbal | 87–77 | New Heroes Basketball | Meppel |  |
| 9 September 2017 16:00 |                     |       |                       |        |  |
| 9 September 2017 16:00 | {{{series}}}        |       |                       |        |  |
|                        |                     |       |                       |        |  |

| 16 September 2017 17:00 | Kangoeroes Basket Willebroek |  | New Heroes Basketball |  |  |
| 16 September 2017 17:00 |                              |  |                       |  |  |
| 16 September 2017 17:00 | {{{series}}}                 |  |                       |  |  |
|                         |                              |  |                       |  |  |

| 20 September 2017 19:00 | New Heroes Basketball |  | Kangoeroes Basket Willebroek |  |  |
| 20 September 2017 19:00 |                       |  |                              |  |  |
| 20 September 2017 19:00 | {{{series}}}          |  |                              |  |  |
|                         |                       |  |                              |  |  |

| 23 September 2017 16:00 | New Heroes Basketball |  | Zorg en Zekerheid Leiden |  |  |
| 23 September 2017 16:00 |                       |  |                          |  |  |
| 23 September 2017 16:00 | {{{series}}}          |  |                          |  |  |
|                         |                       |  |                          |  |  |

| 26 September 2017 20:00 | Zorg en Zekerheid Leiden |  | New Heroes Basketball |  |  |
| 26 September 2017 20:00 |                          |  |                       |  |  |
| 26 September 2017 20:00 | {{{series}}}             |  |                       |  |  |
|                         |                          |  |                       |  |  |

| 30 September 2017 16:30 | Landstede Basketbal |  | New Heroes Basketball |  |  |
| 30 September 2017 16:30 |                     |  |                       |  |  |
| 30 September 2017 16:30 | {{{series}}}        |  |                       |  |  |
|                         |                     |  |                       |  |  |

2005-06 · 2006-07 · 2007-08 · 2008-09 · 2009-10 · 2010-11 · 2011-12 · 2012-13 · 2013-14 · 2014-15 · 2015-16 · 2016-17 · 2017-18 · 2018-19 · 2019-20
Apollo Amsterdam · New Heroes Den Bosch  · Donar · Aris Leeuwarden · ZZ Leiden · Feyenoord Basketbal · BAL · Landstede Basketbal · Den Helder Suns · Dutch Windmills